# 1987년 칸 영화제
제40회 칸 영화제는 1987년 5월 7일부터 1987년 5월 19일까지 열린 영화제이다. 프랑스 칸에서 개최되었다.

## 수상

### 황금종려상
- 사탄의 태양 아래서 - 모리스 피알라 수상
- 참회 - 텐기즈 아불라제 수상
- 참회 - 텐기즈 아불라제
- 베를린 천사의 시 - 빔 벤더스
- 나무를 심은 사람 - 프레데릭 백
- 술고래 - 바벳 슈로더
- 귀를 기울여 - 스티븐 프리어스
- 검은 눈동자 - 니키타 미칼코프

### 감독상
- 베를린 천사의 시 - 빔 밴더스 수상

### 여우주연상
- 샤이 피플 - 바바라 허쉬 수상

### 남우주연상
- 검은 눈동자 - 마르첼로 마스트로야니 수상

### FIPRESCI 상
- 참회 - 텐기즈 아불라제 수상